# Glenea quatuordecimmaculata
Glenea quatuordecimmaculata är en skalbaggsart som först beskrevs av Hope 1831.  Glenea quatuordecimmaculata ingår i släktet Glenea och familjen långhorningar.
Artens utbredningsområde är Nepal. Inga underarter finns listade i Catalogue of Life.